# Allan Rosas
Allan Viktor Johnsson Rosas, född 6 maj 1948 i Åbo, är en finländsk jurist och tidigare domare vid Europeiska unionens domstol (2002–2019). Han är son till John Rosas.

## Biografi
Rosas avlade juris doktorsexamen vid Åbo universitet 1977. Han var professor i juridik vid Åbo universitet 1978–1981 och därefter professor i stats- och folkrätt vid Åbo Akademi 1981–1996, där han även var chef för Institutet för mänskliga rättigheter 1985–1995. Han har haft flera internationella och nationella akademiska uppdrag, varit medlem i lärda samfund samt lett och koordinerat flera forskningsprojekt inom bland annat EU-rätt, internationell rätt, humanitär rätt, mänskliga rättigheter, konstitutionell rätt och jämförande offentlig förvaltning.
Rosas har företrätt Finlands regering som medlem av eller rådgivare till finska delegationer vid internationella konferenser och möten, samt haft expertuppdrag för bland annat FN, UNESCO, OSSE och Europarådet. 
Från 1995 var han chefsjurist (Principal Legal Adviser) vid Europeiska kommissionens juridiska tjänst med ansvar för externa relationer, och från mars 2001 biträdande generaldirektör. Han var domare i Europeiska unionens domstol 2002–2019. År 2019 utnämndes Rosas till medlem av Europeiska kommissionens oberoende etiska kommitté.

## Publikationer
- The Legal Status of Prisoners of War (1976, nyutgåva 2005, Åbo Akademi)
- Förvaltningsklagan (1980)
- Economic, Social and Cultural Rights: A Textbook (medredaktör, 2:a rev. uppl., 2001)
- The Court of Justice and the Construction of Europe: Analyses and Perspectives on Sixty Years of Case-Law (medredaktör, 2013)
- Constitutionalising the EU Judicial System: Essays in Honour of Pernilla Lindh (medredaktör, 2012)
- EU Constitutional Law: An Introduction (medförfattare med Lorna Armati, 2:a rev. uppl., 2012)
- EU Competition Law in Context: Essays in Honour of Virpi Tiili (medredaktör, 2009)
- The Legal Status of Prisoners of War: A Study in International Humanitarian Law Applicable in Armed Conflicts (1976, doktorsavhandling)